# Josefine Winter
Josefine Winter (seit 1914 Winter Edle von Wigmar; * 21. Dezember 1873 in Wien; † 20. Januar 1943 im Ghetto Theresienstadt) war eine österreichische Malerin, Komponistin und Schriftstellerin.

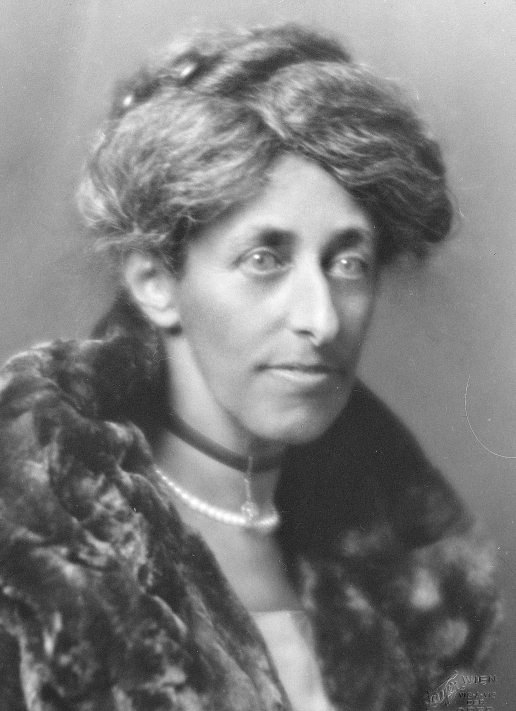
Aufnahme von Georg Fayer (1927)

## Leben
Josefine, auch Josephine, wurde als Tochter des Rudolf Auspitz (1837–1906) und der Helene Lieben (1838–1896) in Wien geboren. Im Jahre 1879 erkrankte ihre Mutter an Depressionen. Wegen dieser „Geisteskrankheit“ wurde sie in die psychiatrische Klinik Préfargier nahe Neuenburg (Neuchâtel) verbracht. Die Kinder kamen in die Obhut einer Gouvernante, Marie Heidenhain aus Dresden, welche nach dem Tod der Mutter im Jahre 1896 die neue Ehefrau des Vaters wurde.
Josefine erhielt durch Privatlehrer ihre Ausbildung, durfte jedoch als Mädchen nicht studieren. Wie ihre Mutter begann sie zu malen. Ihre Lehrer waren Emanuel Stöckler und Ludwig Michalek. Obwohl beide Elternteile Mäzene der Gesellschaft der Musikfreunde in Wien waren, bemerkten sie ihre musikalische Begabung nicht. Sie erhielt lediglich den damals für Kinder aus „gutem Hause“ üblichen Klavierunterricht. Durch Besuche von Aufführungen der Wiener Hofoper begeisterte sich Josefine für Georges Bizets Carmen und begann die gehörten Melodien am Klavier nachzuspielen. Die Pianistin Lili Michalek wurde ihre erste Lehrerin, ehe sie Schülerin bei Josef Bohuslav Foerster am Neuen Wiener Konservatorium wurde.
Wesentlichen Einfluss auf ihre weitere Entwicklung nahm Josef Winter (* 2. Februar 1857 in Wien; † 6. Juli 1916 in Wien). Der Arzt und Lyriker, dessen Gedichte von bekannten Komponisten vertont wurden, wurde der Familie um 1900 durch den Hausarzt Josef Breuer vorgestellt. Bereits 1894 war Josefine mit Alfred Fröhlich von Feldau († 6. April 1913) verheiratet und bewohnte mit ihrem Mann den Familiensitz in der Oppolzergasse 6 in Wien. In dieser Wohnung lebte zuvor Franz Brentano mit Ida Lieben, ihrer Tante. Sie trug nun den Namen Josefine Fröhlich Rosa Edle von Feldau. Der Ehe entstammten zwei Kinder, Hilde (* 26. Dezember 1895) und Walter (* 22. September 1897; bestattet am 21. September 1960 auf dem Döblinger Friedhof, Ehrengrab I/I/Gruft 13).
Nachdem sie Josef Winter kennengelernt hatte, wurde ihre Ehe geschieden und sie heiratete Winter. In dieser Ehe wurden die Kinder Marianne von Nechansky-Winter (* 21. April 1902; † 24. August 1985 in Wien, bestattet am 3. September 1985 auf dem Döblinger Friedhof I/I/Gruft 13), Malerin, und Gerhard (* 29. April 1903), geboren.

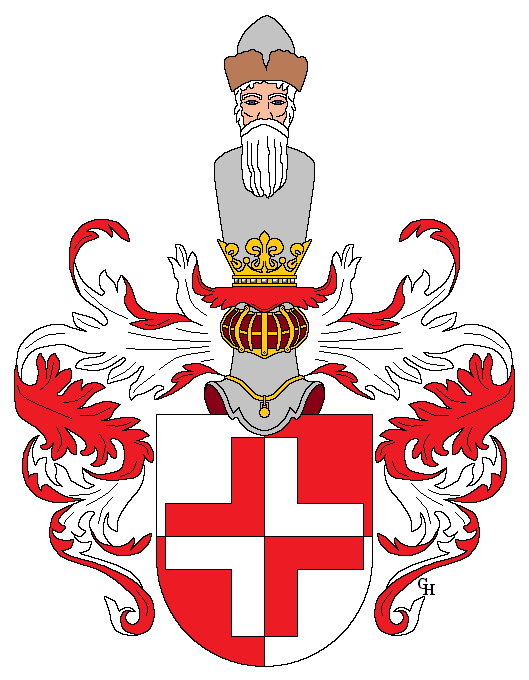
Wappen Winter von Wigmar, 1914

Josefine begann sich verstärkt sozial zu engagieren und übernahm während des Ersten Weltkriegs die Leitung eines Kinderheimes. Mit Hilfe ihres Vermögens gründete ihr Ehemann unter anderem eine Lungenheilstätte und mobile Epidemielaboratorien für das Rote Kreuz, wofür er 1914 mit dem Prädikat „Edler von Wigmar“ nobilitiert wurde. Nun hieß sie Josefine Rosa Winter Edle von Wigmar.
Durch seinen frühen Herztod im Juli 1916 musste ihr Mann nicht mehr miterleben, wie nach dem „Anschluss“ Österreichs 1938 die Nürnberger Rassengesetze in Kraft traten und Josefine Winter als „Volljüdin“ aus ihrer Villa im Währinger Cottage vertrieben und in den Zweiten Bezirk in eine Sammelwohnung in die Springergasse 27 gebracht wurde. Sie versuchte mit einem persönlichen Schreiben an Adolf Hitler ihre aberkannten Bürgerrechte zurückzuerlangen. Hätte sie früher die Lage richtig eingeschätzt, wäre es ihr dank ihres Vermögens und Einflusses ebenso möglich gewesen, ins Exil zu gehen wie der langjährige Wegbegleiter ihrer Familie, Sigmund Freud. Stattdessen wurde ihr Vermögen „arisiert“, sie selbst wurde am 15. Juli 1942 mit Transport IV/4 ins Ghetto Theresienstadt deportiert, wo sie am 20. Januar 1943 starb.

## Schaffen

### Kompositionen
Hauptsächlich vertonte sie Texte von Dichterinnen ihrer Zeit, wie Paula Preradović und Hilda Benjamin.
- Die Patrizier von Ragusa (Preradović)
- Spruch der Halme (Benjamin)
- Verlöbnis
- Lied in Moll
- Im Buchenwald (Winter)
- Seelenlied
- Das ist der Tag des Herrn[10]
- Requiem (Conrad Ferdinand Meyer)[10]
- Jetzt rede Du![10]

### Autobiographie
- Fünfzig Jahre eines Wiener Hauses. Wilhelm Braumüller, Wien/Leipzig 1927.

### Malerei
In diversen Lexika der österreichischen Malerei des 19. Jahrhunderts findet sich ihr Name. Sie hatte eine Ausstellung in den Jahren 1923 und 1924 im Wiener Künstlerhaus.

## Enteignung
Ihre Villa im 18. Wiener Gemeindebezirk Währing, Anastasius Grün-Gasse 54, musste von ihr 1941 an die Vereinigten Textilwerke K. H. Barthel & Co zwangsverkauft werden. Die Kunstsammlung der Familie Winter enthielt u. a. eine große Anzahl von Arbeiten Rudolf von Alts. Ein Werk Rembrandts wurde für das Führermuseum bestimmt.